# Jessica DeBonville
Jessica DeBonville (* 15. Februar 1986) ist eine US-amerikanische Schauspielerin.

## Leben
DeBonville wurde am 15. Februar 1986 geboren. Sie debütierte 2011 im Kurzfilm Haie im Pool als Filmschauspielerin. Im Folgejahr gab sie ihr Spielfilmschauspieldebüt in 5 Minutes, war in drei Episoden der Fernsehserie This Indie Thing in jeweils unterschiedlichen Rollen zu sehen und spielte im Fernsehfilm Development Department mit. Eine größere Rolle hatte sie als Kara Kim im Film Reality Queen! inne. Sie stellte die Rolle der Anela in den Katastrophenfernsehfilmen Super Volcano, Megaquake – Kalifornien am Abgrund und Ice Storm – Der Beginn einer neuen Eiszeit dar, die von 2022 bis 2023 erschienen. 2024 erhielt sie eine größere Rolle im Spielfilm Snow White and the Seven Samurai und war im selben Jahr als eine der Hauptdarstellerin in der Rolle der Rio Tsukumoto im Monsterfilm Ape X Mecha Ape: New World Order zu sehen. Außerdem wirkte sie ebenfalls im Fernsehfilm Cruise Ship Murder mit.

## Filmografie (Auswahl)
- 2011: Haie im Pool (Shark Pool, Kurzfilm)
- 2012: 5 Minutes
- 2012: This Indie Thing (Fernsehserie, 3 Episoden, verschiedene Rollen)
- 2012: Development Department (Fernsehfilm)
- 2014: ABC Gangstas (Kurzfilm)
- 2015: Fortune 500 Man
- 2015: Tenderville (Kurzfilm)
- 2016: Hollywood Fiction (Fernsehfilm)
- 2017: Poetic Letters (Fernsehserie, Episode 1x02)
- 2017: Dining Table (Kurzfilm)
- 2017: The Safe – Niemand wird verschont (The Vault)
- 2018: Corbin Nash
- 2020: Reality Queen!
- 2020: The Swing of Things
- 2020: The K Pops (Fernsehserie, Episode 1x05)
- 2022: Yenni Thuniga
- 2022: Bodyguard Seduction (Fernsehfilm)
- 2022: Super Volcano (Fernsehfilm)
- 2022: Megaquake – Kalifornien am Abgrund (20.0 Megaquake, Fernsehfilm)
- 2022: 2025 Armageddon – Willkommen im Multiversum (2025 Armageddon)
- 2023: Ice Storm – Der Beginn einer neuen Eiszeit (Ice Storm, Fernsehfilm)
- 2023: Transmorphers 2: Kriegsbestien-Mech (Transmorphers: Mech Beasts)
- 2023: My Secret Husband (Miniserie)
- 2023: A Roommate to Die For (Fernsehfilm)
- 2023: 12 Games of Christmas
- 2023: Snow White and the Seven Samurai
- 2024: Ape X Mecha Ape: New World Order
- 2024: Cruise Ship Murder (Fernsehfilm)